# De Korenbloem (Loil)
De Korenbloem is een in 1855 gebouwde beltmolen en staat aan de Kloosterstraat 8 in Didam (Loil).
Er is 1 koppel maalstenen. Het zijn kunststenen van 140 cm doorsnede.
Het gevlucht is 24 m en heeft gelaste, ijzeren roeden, die voorzien zijn met Van Busselneuzen. De binnenroede heeft daarnaast sinds 1948 ook nog Ten Have-kleppen.
De kap van de molen is gedekt met dakleer en voorzien van een zogenaamd Engels kruiwerk, hetgeen een kruiwerk met ijzeren rollen is.
De bovenas is van gietijzer. De as wordt gesmeerd met reuzel en de kammen (tanden) op de tandwielen met bijenwas. De vang, waarmee het wiekenkruis wordt afgeremd, is een met een wipstok bediende Vlaamse vang.
De molen is gerestaureerd in 1948, 1970 en 1989. Bij de restauratie in 1948 zijn de Ten Have-kleppen aangebracht en in 1989 zijn er nieuwe roeden gestoken.

## Overbrengingen
- De overbrengingsverhouding is 1 : 6,55.
- Het bovenwiel heeft 57 kammen en de bovenbonkelaar heeft 27 kammen. De koningsspil draait hierdoor 2,11 keer sneller dan de bovenas. De steek, de afstand tussen de staven, is 12,2 cm.
- Het spoorwiel heeft 90 kammen en het steenrondsel 29 staven. Het steenrondsel draait hierdoor 3,78 keer sneller dan de koningsspil en 3,10 keer sneller dan de bovenas. De steek is 10,3 cm.

### Eigenaren
- 1855 - 1856: J.Th. Garritsen
- 1856 - 1878: J. Gerritsen
- 1878 - 1903: A.G. Lenderink
- 1903 - 1905: G. Berendsen
- 1905 - 1907: J.F. Ketels
- 1907 - 1928: H.W. Meuleman
- 1928 - 1933: Firma W.A. Gerritsen en Zn.
- 1933 - 1965: H.H.B. Derksen
- 1965 - heden: H.F. Derksen